# Onthobium macleayi
Onthobium macleayi là một loài bọ cánh cứng trong họ Bọ hung (Scarabaeidae).